# كامب سويفت (تكساس)
كامب سويفت (بالإنجليزية: Camp Swift CDP, Texas)‏ هي منطقة سكنية تقع بولاية تكساس في الولايات المتحدة. تبلغ مساحتها 31.4 كم2، وترتفع عن سطح البحر 134 م، بلغ عدد سكانها 6,383 نسمة في عام 2010 حسب إحصاء مكتب تعداد الولايات المتحدة وتصل الكثافة السكانية فيها 203.3 نسمة لكل كيلومتر مربع (526.5/ميل2).

## التركيبة السكانية
حدّد مكتب تعداد الولايات المتحدة بيانات التركيبة السكانية لكامب سويفت في تعداد الولايات المتحدة. في ما يلي، التركيبة السكانية حسب تعدادي 2000 و2010.

### تعداد عام 2000
بلغ عدد سكان كامب سويفت 4,731 نسمة بحسب تعداد عام 2000، وبلغ عدد الأسر 1,127 أسرة وعدد العائلات 850 عائلة مقيمة في المنطقة السكنية. في حين سجلت الكثافة السكانية 150.7 نسمة لكل كيلومتر مربع (390.3/ميل2). وبلغ عدد الوحدات السكنية 1,231 وحدة بمتوسط كثافة قدره 39.2 لكل كيلومتر مربع (101.5/ميل2).
وتوزع التركيب العرقي للمنطقة السكنية بنسبة 73.28% من البيض و8.84% من الأمريكيين الأفارقة و1.16% من الأمريكيين الأصليين و0.25% من الأمريكيين ذوي الأصول الآسيوية و0.06% من سكان جزر المحيط الهادئ و13.11% من الأعراق الأخرى و3.30% من عرقين مختلطين أو أكثر و37.88% من الهسبانيون أو اللاتينيون من أي عرق.
بلغ عدد الأسر 1,127 أسرة كانت نسبة 46.2% منها لديها أطفال تحت سن الثامنة عشر تعيش معهم، وبلغت نسبة الأزواج القاطنين مع بعضهم البعض 58.2% من أصل المجموع الكلي للأسر، ونسبة 10.9% من الأسر كان لديها معيلات من الإناث دون وجود شريك،  بينما كانت نسبة 6.3% من الأسر لديها معيلون من الذكور دون وجود شريكة وكانت نسبة 24.6% من غير العائلات. تألفت نسبة 19.3% من أصل جميع الأسر من عدة أفراد يعيشون في نفس المنزل ونسبة 4.4% كانت تتألف من شخص يعيش بمفرده يبلغ من العمر 65 عاماً أو أكثر. وبلغ متوسط حجم الأسرة المعيشية 2.98، أما متوسط حجم العائلات فبلغ 3.40.
بلغ العمر الوسطي للسكان 34.1 عاماً. وكانت نسبة 22.5% من القاطنين تحت سن الثامنة عشر، وكانت نسبة 6.1% بين الثامنة عشر والرابعة والعشرين عاماً، ونسبة 22.8% كانت واقعةً في الفئة العمرية ما بين الخامسة والعشرين والرابعة والأربعين عاماً، ونسبة 15.1% كانت ما بين الخامسة والأربعين والرابعة والستين، ونسبة 4.6% كانت ضمن فئة الخامسة والستين عاماً فما فوق. يوجد لكل 100 أنثى 104.1 ذكر، ويوجد لكل 100 أنثى في الثامنة عشر من عمرها فما فوق 104.4 ذكر.
بلغ متوسط دخل الأسرة في المنطقة السكنية 41,833 دولارًا، أما متوسط دخل العائلة فبلغ 44,352 دولارًا. وكان متوسط دخل الذكور 30,572 دولارًا مقابل 25,044 دولارًا للإناث. وسجل دخل الفرد الخاص بالمنطقة السكنية 12,829 دولارًا. وكانت نسبة 9.2% من العائلات ونسبة 11.6% من السكان تحت خط الفقر، وكان من هؤلاء نسبة 9.6% تحت سن الثامنة عشر ونسبة 25.7% في الخامسة والستين من العمر وما فوق.

### تعداد عام 2010
بلغ عدد سكان كامب سويفت 6,383 نسمة بحسب تعداد عام 2010، وبلغ عدد الأسر 1,568 أسرة وعدد العائلات 1,163 عائلة مقيمة في المنطقة السكنية. في حين سجلت الكثافة السكانية 203.3 نسمة لكل كيلومتر مربع (526.5/ميل2). وبلغ عدد الوحدات السكنية 1,800 وحدة بمتوسط كثافة قدره 57.3 لكل كيلومتر مربع (148.4/ميل2).
وتوزع التركيب العرقي للمنطقة السكنية بنسبة 63.07% من البيض و10.50% من الأمريكيين الأفارقة و1.86% من الأمريكيين الأصليين و0.52% من الأمريكيين ذوي الأصول الآسيوية و0.14% من سكان جزر المحيط الهادئ و20.12% من الأعراق الأخرى و3.79% من عرقين مختلطين أو أكثر و44.01% من الهسبانيون أو اللاتينيون من أي عرق.
بلغ عدد الأسر 1,568 أسرة كانت نسبة 44.2% منها لديها أطفال تحت سن الثامنة عشر تعيش معهم، وبلغت نسبة الأزواج القاطنين مع بعضهم البعض 51.7% من أصل المجموع الكلي للأسر، ونسبة 15.6% من الأسر كان لديها معيلات من الإناث دون وجود شريك،  بينما كانت نسبة 6.9% من الأسر لديها معيلون من الذكور دون وجود شريكة وكانت نسبة 25.8% من غير العائلات. تألفت نسبة 20.3% من أصل جميع الأسر من عدة أفراد يعيشون في نفس المنزل ونسبة 5.2% كانت تتألف من شخص يعيش بمفرده يبلغ من العمر 65 عاماً أو أكثر. وبلغ متوسط حجم الأسرة المعيشية 3.10، أما متوسط حجم العائلات فبلغ 3.58.
بلغ العمر الوسطي للسكان 34.9 عاماً. وكانت نسبة 23.6% من القاطنين تحت سن الثامنة عشر، وكانت نسبة 9.3% بين الثامنة عشر والرابعة والعشرين عاماً، ونسبة 34.3% كانت واقعةً في الفئة العمرية ما بين الخامسة والعشرين والرابعة والأربعين عاماً، ونسبة 26.6% كانت ما بين الخامسة والأربعين والرابعة والستين، ونسبة 6.2% كانت ضمن فئة الخامسة والستين عاماً فما فوق. وتوزع التركيب الجنسي للسكان بنسبة 62.5% ذكور و37.5% إناث.